# Springfield (Vermont)
Springfield ist eine Town im Windsor County des Bundesstaates Vermont in den Vereinigten Staaten mit 9062 Einwohnern (laut Volkszählung von 2020).

## Geografie

### Geografische Lage
Die Ortschaft liegt am Westufer des Connecticut River, dessen Westufer zugleich die Grenze nach New Hampshire darstellt, in den östlichen Ausläufern der Green Mountains. Die Hauptsiedlung Springfield liegt in einem Seitental, durch das der Black River fließt. Die höchste Erhebung des Gebiets ist der Skitchewaug Mountain (265 m).

### Nachbargemeinden
Alle Entfernungen sind als Luftlinien zwischen den offiziellen Koordinaten der Orte aus der Volkszählung 2010 angegeben.
- Norden: Weathersfield, 3,7 km
- Nordosten: Claremont, New Hampshire, 17,0 km
- Osten: Charlestown, New Hampshire, 11,2 km
- Südosten: Walpole, 11,3 km
- Süden: Rockingham, 4,5 km
- Südwesten: Grafton, 15,2 km
- Westen: Chester, 16,2 km
- Nordwesten: Baltimore, 8,8 km

Hinweis: Zwischen Springfield und Walpole existiert keine gemeinsame Grenze. Die beiden Ortschaften liegen aber derart nah beieinander, dass eine Aufnahme in die oben stehende Liste sinnvoll erscheint.

### Klima
|                       | Jan   | Feb   | Mär  | Apr  | Mai  | Jun  | Jul  | Aug  | Sep  | Okt  | Nov  | Dez  |   |     |
| Mittl. Tagesmax. (°C) | −1,6  | 0,8   | 6,3  | 13,7 | 20,7 | 25,5 | 27,9 | 27,0 | 22,7 | 15,1 | 8,1  | 1,5  | ⌀ | 14  |
| Mittl. Tagesmin. (°C) | −14,0 | −12,3 | −7,8 | −0,5 | 5,2  | 10,9 | 13,8 | 12,3 | 7,7  | 1,3  | −3,2 | −8,9 | ⌀ | 0,4 |

| −14,0 |

| −12,3 |

| −7,8 |

| −0,5 |

| 5,2 |

| 10,9 |

| 13,8 |

| 12,3 |

| 7,7 |

| 1,3 |

| −3,2 |

| −8,9 |

| −14,0 |

| −12,3 |

| −7,8 |

| −0,5 |

| 5,2 |

| 10,9 |

| 13,8 |

| 12,3 |

| 7,7 |

| 1,3 |

| −3,2 |

| −8,9 |

Die mittlere Durchschnittstemperatur in Springfield liegt zwischen −7,8 °C im Januar und 20,9 °C im Juli; die Jahresmitteltemperatur liegt bei 7,2 °C. Damit ist der Ort gegenüber dem langjährigen Mittel Vermonts um etwa 1 °C kälter. Die Schneefälle zwischen Oktober und Mai liegen mit mehr als zwei Metern (mit einem Spitzenwert im Januar von etwa 45 cm) etwa doppelt so hoch wie die mittlere Schneehöhe in den USA. Die tägliche Sonnenscheindauer liegt am unteren Rand des Wertespektrums der USA.

## Geschichte
Der Ort wurde am 20. August 1761 durch den Gouverneur der britischen Kolonie New Hampshire zur Besiedlung auf einer Fläche von 26.400 acres (etwa 110 ha) ausgerufen. Die Hauptsiedlung wurde am Black River, etwa 5 Kilometer vor der Mündung des Flusses in den Connecticut River, an einer Stelle mit sehr vielen Stromschnellen errichtet; der Fluss fällt hier auf 400 Metern etwa 25 Meter ab, so dass genügend Wasserkraft für eine Vielzahl von Mühlen und, später, mechanischen Werkstätten errichtet. Während in den ersten 80 Jahren die Landwirtschaft dominierte und insbesondere die in Vermont weit verbreitete Schafzucht betrieben wurde, änderte sich das Bild mit dem Bau der Eisenbahnstrecke am Westufer des Connecticut River im Jahr 1847 grundlegend. Den schon zuvor existenten kleinen feinmechanischen Werkstätten, die sich der Wasserkraft des Black River bedienten, erschlossen sich zusätzliche Märkte, insbesondere durch den guten Anschluss an die Metropolen der Ostküste. Die im precision valley angesiedelten Betriebe bildeten schnell ein lokales Wirtschaftszentrum, das für die Präzision seiner Produkte bekannt wurde.
Nach dem allgemeinen Wachstumsschub der Vermonter Wirtschaft ab den 1950er Jahren, der auch Springfield betraf, verblieb die Stadt im Wesentlichen auf dem erreichten Level. Es fand, im Gegensatz zu vielen anderen Ortschaften in Vermont, auch keine Neuausrichtung zum Tourismus statt. Insbesondere Werkzeugmaschinenfabriken bestimmen auch in den Jahren nach dem Jahrtausendwechsel das Wirtschaftsleben der Town. 2007 wurde Springfield allerdings noch einmal überregional beachtet, als der weltweite Kinostart des Simpsonsfilms hier stattfand. Die Stadt hatte einen von der 20th Century Fox ausgeschriebenen Wettbewerb als Springfields ähnlichste Stadt gewonnen.

### Religionen
Das religiöse Leben in Springfield war, wie oft in den Siedlungen am Westufer des Connecticut River festzustellen, von Beginn an ausgeprägt. Die Kongregationalisten errichteten bereits 1792 ein erstes Meeting-House 1792 und stellten ihren ersten Priester 1802 ein. 1834 war ihre Gemeinde so weit angewachsen, dass sie ein neues Meeting-House bauten. Ebenfalls 1834 bauten die Gemeinden der Episkopalen und der Universalisten ein gemeinsames Meeting-House, die Baptisten folgten 1836.
Um 1840 waren fünf Kirchengemeinden in Springfield aktiv.
Auch heute sind in Springfield eine Vielzahl von Konfessionen ansässig. Dazu gehören neben den zwei katholischen Gemeinden, Holy Trinity Orthodox Church und Maternity of the Blessed Virgin Mary, auch eine methodistische und eine episkopale Gemeinde, drei nondemotionale, eine unitarische sowie je eine Gemeinde der Assemblies of God, der United Church of Christ und der Church of Christ.

### Einwohnerentwicklung
| Volkszählungsergebnisse – Town of Springfield, Vermont | Volkszählungsergebnisse – Town of Springfield, Vermont | Volkszählungsergebnisse – Town of Springfield, Vermont | Volkszählungsergebnisse – Town of Springfield, Vermont | Volkszählungsergebnisse – Town of Springfield, Vermont | Volkszählungsergebnisse – Town of Springfield, Vermont | Volkszählungsergebnisse – Town of Springfield, Vermont | Volkszählungsergebnisse – Town of Springfield, Vermont | Volkszählungsergebnisse – Town of Springfield, Vermont | Volkszählungsergebnisse – Town of Springfield, Vermont | Volkszählungsergebnisse – Town of Springfield, Vermont |
| Jahr                                                   | 1700                                                   | 1710                                                   | 1720                                                   | 1730                                                   | 1740                                                   | 1750                                                   | 1760                                                   | 1770                                                   | 1780                                                   | 1790                                                   |
| ------------------------------------------------------ | ------------------------------------------------------ | ------------------------------------------------------ | ------------------------------------------------------ | ------------------------------------------------------ | ------------------------------------------------------ | ------------------------------------------------------ | ------------------------------------------------------ | ------------------------------------------------------ | ------------------------------------------------------ | ------------------------------------------------------ |
| Einwohner                                              |                                                        |                                                        |                                                        |                                                        |                                                        |                                                        |                                                        |                                                        |                                                        | 1097                                                   |
| Jahr                                                   | 1800                                                   | 1810                                                   | 1820                                                   | 1830                                                   | 1840                                                   | 1850                                                   | 1860                                                   | 1870                                                   | 1880                                                   | 1890                                                   |
| Einwohner                                              | 2032                                                   | 2556                                                   | 2702                                                   | 2749                                                   | 2625                                                   | 2762                                                   | 2958                                                   | 2937                                                   | 3144                                                   | 2881                                                   |
| Jahr                                                   | 1900                                                   | 1910                                                   | 1920                                                   | 1930                                                   | 1940                                                   | 1950                                                   | 1960                                                   | 1970                                                   | 1980                                                   | 1990                                                   |
| Einwohner                                              | 3432                                                   | 4784                                                   | 7202                                                   | 6955                                                   | 7720                                                   | 9190                                                   | 9934                                                   | 10.063                                                 | 10.190                                                 | 9579                                                   |
| Jahr                                                   | 2000                                                   | 2010                                                   | 2020                                                   | 2030                                                   | 2040                                                   | 2050                                                   | 2060                                                   | 2070                                                   | 2080                                                   | 2090                                                   |
| Einwohner                                              | 9078                                                   | 9373                                                   | 9062                                                   |                                                        |                                                        |                                                        |                                                        |                                                        |                                                        |                                                        |

## Kultur und Sehenswürdigkeiten

### Theater
Die 1920 gegründeten Springfield Community Players, eine Laienspielgruppe, führt ihre Stücke in einem eigenen Theatersaal mit 80 Sitzplätzen auf.

### Museen
Das American Precision Museum, das in einer ehemaligen Fabrik für feinmechanische Geräte untergebracht ist, stellt eine Vielzahl von alten Werkzeugen und Erzeugnissen aus, die das Tal bekannt gemacht hatten.

### Bauwerke

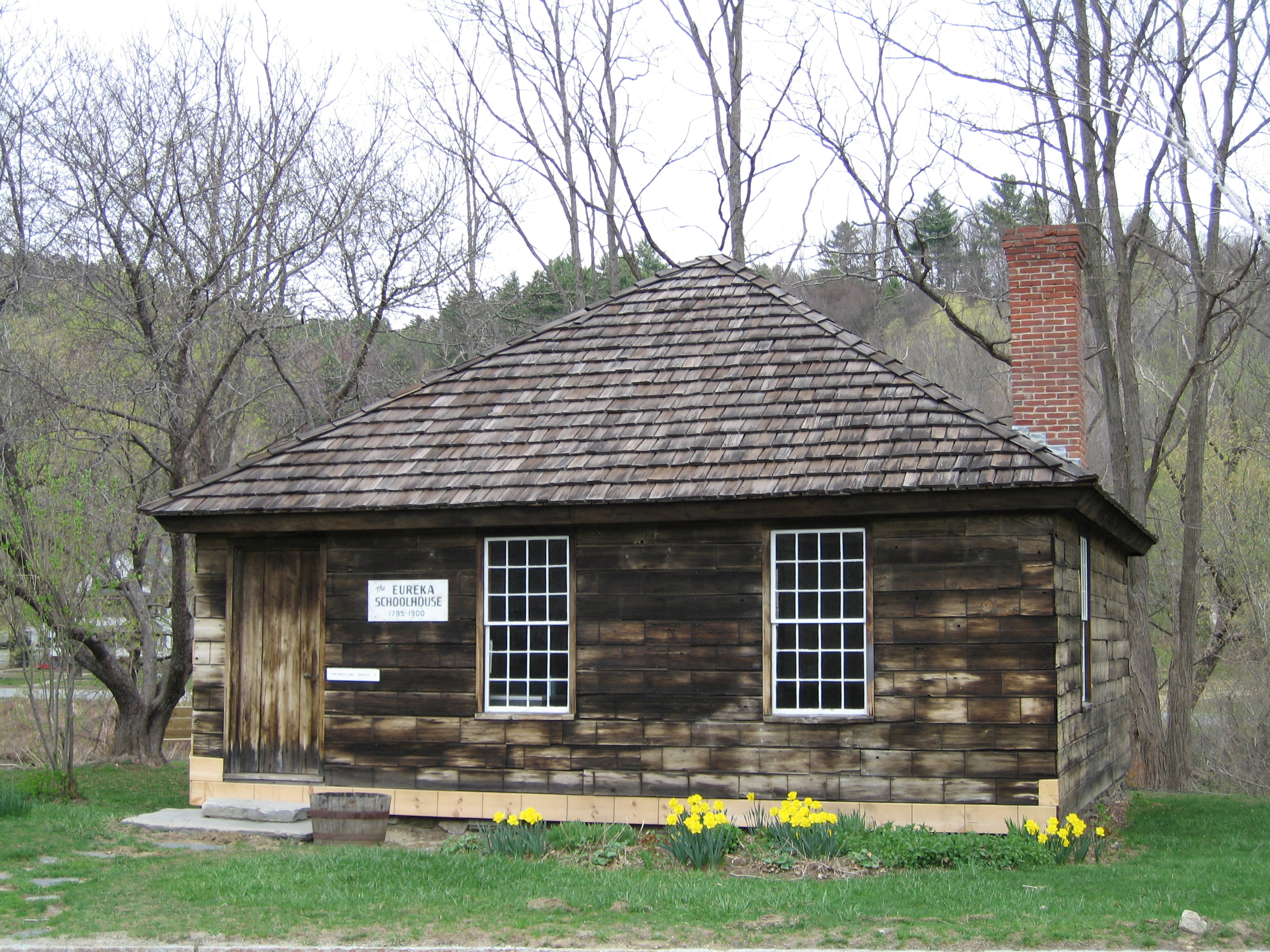
Die Eureka-Zwergschule von 1790

Das 1924 eröffnete Stellafane Observatory, eine astronomische Stätte, steht heute unter Denkmalschutz und ist einer der Touristenmagneten der Gegend.
In Springfield befindet sich zudem das 1790 fertiggestellte Eureka Schoolhouse, die älteste Zwergschule in Vermont. Sie wird heute als Besucherzentrum für Touristen genutzt.
In der Nähe des Eureka Schoolhouse findet sich auch die ebenfalls unter Denkmalschutz stehende gedeckte Brücke Baltimore Covered Bridge von 1870, die auf etwa 11 Metern (37 feet) einen unbenannten Wasserlauf überspannt.

## Wirtschaft und Infrastruktur
Das Tal des Black River ist von Beginn durch seine vielen feinmechanischen Betriebe als precision valley bekannt. Auch heute sind diese Betriebe der Hauptarbeitgeber: 20 % aller Beschäftigten arbeiten hier. Weitere wichtige Sparten sind der Großhandel und das Gesundheitswesen.

### Verkehr
Springfield ist durch die in Nord-Süd-Richtung entlang des Westufers des Connecticut Rivers führende Interstate 91 an das amerikanische Schnellstraßensystem angeschlossen. Der Ort verfügt über keine eigene Bahnstation; der nächstgelegene Halt eines Amtrak-Zuges befindet sich in Claremont (etwa 15 km entfernt). Ein Flughafen mit zwei Rollbahnen für Privatmaschinen, der Hartness Airport, liegt östlich der Hauptsiedlung.

### Medien
Im Ort sind zwei UKW-Sender und ein Mittelwellen-Radio angesiedelt. Eine eigene Zeitung oder ein Fernsehsender sind dagegen nicht zu finden.

### Öffentliche Einrichtungen
Neben den üblichen städtischen Verwaltungseinrichtungen, den unten aufgeführten öffentlichen Schulen und der Bibliothek wird in Springfield auch ein zentrales Krankenhaus mit einer Notfallstation, das Springfield Hospital, betrieben.

### Bildung
In Springfield befinden sich mehrere öffentliche Grundschulen, die bis zur fünften Klasse führen. Eine Mittelschule, die Riverside School, bietet mehr als 300 Plätze bis zur achten Klasse, die Springfield High School und die Tech Center at Springfield High School bilden weiter bis zur 12. Klasse. Im Ort findet sich außerdem eine Filiale des privaten Community College of Vermont. Das öffentliche nächstgelegene College findet sich jenseits des Flusses in Keene, nahe Universitäten sind in Middlebury und Rutland zu finden.

## Persönlichkeiten

### Söhne und Töchter der Stadt
- Charles B. Hoard (1805–1886), Politiker und Vertreter des Bundesstaates New York im US-Repräsentantenhaus
- Dudley C. Haskell (1842–1883), Politiker und Vertreter des Bundesstaates Kansas im US-Repräsentantenhaus
- Russell W. Porter (1871–1949), Polarforscher und Astronom
- George M. Darrow (1889–1983), Pomologe, Mitentdecker der Boysenbeere
- Kristina Joder (* 1978), Skilangläuferin

### Persönlichkeiten, die vor Ort gewirkt haben
- Warren Chivers (1914–2006), Skilangläufer und Nordischer Kombinierer
- James Hartness (1861–1934), Gouverneur des Bundesstaates Vermont; Präsident einer Maschinenfabrik in Springfield
- Ralph Flanders (1880–1970), Unternehmer und US-Senator; Präsident einer Maschinenfabrik in Springfield
- Frederick M. Reed (1924–2012), Vermont Attorney General; arbeitete in Springfield in einer Maschinenfabrik